# Кындал
Кында́л (якут. Кындал) — село в Чурапчинском улусе Якутии России. Входит в состав Болтогинского наслега.

## География
Село расположено в центральной части Якутии, на Приленском плато, на берегах реки Куталах и озера Няппан, на расстоянии 29 км к северо-востоку от Чурапчи, административного центра улуса. 

## История
Согласно Закону Республики Саха (Якутия) от 30 ноября 2004 года N 173-З N 353-III село вошло в образованное муниципальное образование Болтогинский наслег.

## Население
| 2002 | 2010 | 2021 |
| ---- | ---- | ---- |
| 39   | ↗50  | ↘39  |

Гендерный состав
По данным Всероссийской переписи населения 2010 года, в гендерной структуре населения из 50 человек мужчин — 27, женщин — 23 (54 и 46 % соответственно).
Национальный состав
Согласно результатам переписи 2002 года, в национальной структуре населения якуты составляли 100 % из 39 чел.

## Улицы
- ул. Кындальская,
- пер. Лесной,
- ул. Центральная.

## Экономика
Развито животноводство (мясо-молочное скотоводство, мясное табунное коневодство).

## Ссылка
- sakha.gov.ru — официальный сайт информационного портала Республики Саха (Якутия)
- № 0125886 / Реестр наименований географических объектов на территорию Республики Саха (Якутия) по состоянию на 13.12.2018 // Государственный каталог географических названий / rosreestr.ru.
- Лист карты P-53-062.